# Династия Ким (Северна Корея)
Династията Ким (на корейски: 김일성가), известна също в Северна Корея като кръвната линия на Пектусан, е династия от три поколения, започваща с първия диктатор на Северна Корея Ким Ир Сен. През 1948 г. Ким идва на власт в Северна Корея след разгрома на Япония през Втората световна. През 1950 г. той се опита безуспешно да обедини Корейския полуостров с Корейската война, приключила през 1953 г. със запазване на предвоенното статуктво. Влиянието му в страната му води до Култ към личността на водачите, започвайки през 80-те години на миналия век, и той също така установява своя собствена философия, Чучхе, заимствала редица конфуциански елементи. Всичко това той завещава на потомците си и по-късно ръководители на страната: сина си Ким Чен Ир – на когото пропагандата му приписва раждане в митичен „партизански лагер“ на планината и станал след смъртта си през 2011 „Вечен генерален секретар на централния комитет на Корейската работническа партия“, и внука си Ким Чен Ун.
За разлика от други бивши или настоящи социалистически държави, правителството на Северна Корея се устройва като царска династия, легитимираща се въз основата на мита за това, че майката на Ким Чен Ир била също „революционен деец“, както и Ким Ир Сен. Всъщност, през 2013 г., с изменение на 10-те принципа на монолитна идеологическа система, беше заявено, че членовете на партията и революцията трябва завинаги да са под властта на кръвната линия на Пектусан, като такава обвързаност на държавата с управлението на един точно определен род не съществува дори в повечето исторически и действащи абсолютни монархии, където смяната на една династия с друга е могла да се възприеме като отговаряща на Божията воля. Въпреки че семейство Ким управлява страната от 1948 г., за семейството се знае малко. В култа към личността, създаден от Ким Ир Сен, самопровъзгласил се през втората половина на 60 – те години за „освободител“ на Северна Корея и отрекъл напълно факта, че държавата му е била създадена с намеса на Червената армия, в която през 45 – та е имал чин капитан, и вместо това приписва освобождението от Япония на измислената „Корейска народно–революционна армия“, чиито „главнокомандващ“, естествено е самият той, отричал съветското и китайското участие в Корейската война, представяйки за „победа“ оцеляването на режима си, и приписва на Северна Корея осъществяването на редица важни стопански, благоустройствени и инфраструктурни проекти, осъществени от Съветския съюз и/или Китай и е провъзгласен след смъртта си за „Вечен Президент“, десетки символични титли са връчени на членове на семейството, като майка му е наричана „Майка на Корея“, а първата му съпруга е „Майка на революцията“. Докато синът на Ким Чен Ир, той имаше десетки звания.
Настоящият глава на династията и държавен глава е Ким Чен Ун. Има някои наследници на неговата позиция, но нищо не се потвърждава. Най-вероятно са, разбира се, сестрата на Ким Йо-джонг, дясната ръка на брат си, очертала се като голяма политическа звезда в страната, и, разбира се, са се подготвяли от малки. Друг възможен наследник би бил единственият оцелял син на Ким Ир Сен, Ким Пьонг- Ил. Твърди се, че като мъж той може да има повече шансове, но няма връзките на предишния.